# Rafa Méndez Ruiz
Rafael Miguel Méndez Ruiz de Villegas (Jerez de la Frontera, 22 de enero de 1992), más conocido como Rafa Méndez, es un jugador profesional de pádel español. En la actualidad ocupa la 49.ª posición del ranking World Padel Tour.Juega en el revés junto a Javi Rico.

## Trayectoria Deportiva

### Inicios
Rafa comenzó a competir en los torneos provinciales y andaluces de tenis con 9 años, proclamándose durante varios años como campeón provincial y regional. En 2004 representó a España en la Copa Davis, la cual tuvo lugar en la Plaza España de Sevilla.
Tras varios años en el ámbito tenístico, una lesión accidental le apartó de los terrenos de juego durante poco más de seis meses, lo cual conllevó a que su vuelta a la actividad no diera la continuidad progresiva que lleva a en su trayectoria anterior. Por circunstancias y para proseguir con su actividad deportiva, decidió empezar en el mundo del pádel.
En 2008, 2009 y 2010 logró el título de campeón provincial de pádel en el Puerto de Santa María.

### Profesional
En 2010 comenzó a jugar sus primeros torneos profesionales en el Padel Pro Tour, que luego cambió de nombre a World Padel Tour.
En 2017 terminó el año mejorando 20 puestos en la lista de entradas tras disputar un total de 65 partidos, ganando 44 de ellos. Méndez fue además el segundo en la lista de juegos disputados alcanzando los 1.401 puntos en total.
En 2018 quedó subcampeón del World Padel Tour Challenger celebrado en Lisboa, junto con su compañero Diego Ramos y cuyos rivales fueron Uri Botello y Javi Ruiz.
En este año además fue destacado por ser uno de los que más puestos escaló en el ranking mundial. Sus 34 partidos ganados y sus múltiples apariciones en los cuadros finales, sirvieron al jerezano para subir 30 puestos pasando de la posición 70 a la 40, con la que arrancó 2019.
A finales de 2019 y principios de 2020, Rafa Méndez sufrió una trombosis a causa del COVID-19, lo cual le impidió competir la primera prueba del curso en Marbella, pero tras unos meses de recuperación se encontraba listo para debutar en el Madrid Arena.
En 2022 logró su primer título profesional como campeón del World Padel Tour Menorca Challenger Final junto a su compañero Javier Martínez.